# ناثان كول
ناثان كول (بالإنجليزية: Nathan Cole)‏ هو سياسي أمريكي، ولد في 26 يوليو 1825 في سانت لويس في الولايات المتحدة، وتوفي بنفس المكان في 4 مارس 1904. حزبياً، نشط في الحزب الجمهوري. وقد انتخب عضو مجلس النواب الأمريكي.